# ルーカス・コネチ
ルーカス・コネチ（Lukas Konecny、1978年7月19日 - ）は、チェコのの元プロボクサー。ブルノ出身。元WBO世界スーパーウェルター級暫定王者。チェコ初のボクシング世界王者。

## 来歴

### アマチュア時代
アマチュア時代、コネチは1997年世界ボクシング選手権大会・1999年世界ボクシング選手権大会ライトミドル級部門で銅メダルを獲得。
そのほか、1996年ヨーロッパジュニア選手権で銀メダルを獲得。チェコアマチュアボクシングチャンピオンに5年の長期政権を築いた実績を持つ。
2000年にはシドニーオリンピックに出場したが、1回戦で敗退した。
アマチュア時代の全戦績は257戦230勝25敗2分け。

### プロ時代
チェコにはまだプロの土壌ができていなかったため、コネチはドイツに渡りプロに転向する。
2001年6月22日、プロデビュー。
2002年4月13日、ドイツインターナショナルスーパーウェルター級王者アルター・ディリナジと対戦。3回TKO勝ちで王座獲得に成功し、その後2度防衛した。
2003年10月17日、アジズ・ダーリとEBUヨーロッパ連合スーパーウェルター級王座決定戦を行い、10回判定勝ちで王座獲得に成功。
2004年7月17日、ドイツインターナショナルスーパーウェルター級王者ムラド・マクブドブと対戦。10回判定勝ちで王座返り咲きに成功。
2004年9月10日、ルーベン・バローンと行い、1-2の僅差判定負け。初黒星を喫し、王座から陥落した。
2005年9月20日、アンダーソン・クレイトンとWBOインターコンチネンタルスーパーウェルター級王座決定戦を行い、3回TKO勝ち。王座獲得に成功。
2006年3月10日、ミッチェル・ピチリボとEBUヨーロッパ連合スーパーウェルター級王座決定戦を行い、2回にダウンを奪うも、決定打を欠き、0-3の判定負け。王座返り咲きならず。
2005年5月9日、アンテ・ビリックとIBFインターコンチネンタル並びにWBOインターコンチネンタルスーパーウェルター級王座決定戦を行い、IBFインターコンチネンタル王座獲得、WBOインターコンチネンタル王座獲得に成功した。
2008年4月26日、世界初挑戦。WBO世界スーパーウェルター級王者セルゲイ・ジンジラクと対戦。ジンジラクの技巧に裁かれ0-2の判定負け。
2009年3月28日、EBUヨーロッパ連合スーパーウェルター級王者ジミー・コラスと対戦。3-0の僅差判定勝ち。王座を再獲得した。
2009年12月30日、母国に帰還し、国内タイトルに初挑戦。チェコスーパーウェルター級王者アッティラ・キスと対戦し王座を獲得した。
国内タイトルを返上したが、2010年3月12日、今度はロヌト・トランダファー・リーと、チェコスーパーウェルター級暫定王座決定戦で対戦。4回TKO勝ちで王座を獲得した。
2010年9月18日、イギリス・バーミンガムにて、EBUヨーロッパ連合スーパーウェルター級王者マシュー・ホールと対戦。6回に2度ダウンを奪いレフェリーストップによるTKO勝ち。3度目の王座を再獲得した。
その後1度防衛し、2011年5月27日、WBOインターコンチネンタルスーパーウェルター級王座決定戦をフセイン・バイラムと対戦。完全にバイラムを翻弄し3-0の大差判定勝ち。EBU王座2度目の防衛、WBOインターコンチネンタル王座獲得は3度目となった。
2012年4月5日、生まれ故郷ブルノにあるボドヴァ・アリーナにて、サリム・ラービ(フランス)とWBO世界スーパーウェルター級暫定王座決定戦を行った。この日はチェコ国内で初めてとなる世界タイトル戦となり、7回2分42秒KO勝ちを収めチェコ初の世界王者となった。
2012年10月6日、ウクライナ・キエフのスポーツパレスで正規王者のザウルベック・バイサングロフ(ロシア)と王座統一戦を行い、12回0-3（109-119、111-117、110-118）の判定負けを喫し王座統一に失敗、コネチが6ヵ月保持していた暫定王座は正規王座に吸収される形で消滅した。
2014年4月19日、ワシントンD.C.のDCアーモリーでベイブット・シュメノフ対バーナード・ホプキンスの前座、WBO世界ミドル級王者ピーター・クイリンと対戦するが、12回0-3(2者が109-119、108-120)の判定負けを喫し1年6ヶ月振りの王座返り咲きに失敗し引退を表面した。
2021年2月27日、ウースチー・ナド・ラベムでパベル・アルブレヒトと引退試合で対戦し、5回26秒TKO勝ちを収めた。

## 獲得タイトル
- ドイツインターナショナルスーパーウェルター級王座
- WBCインターナショナルスーパーウェルター級王座
- EBUヨーロッパ連合スーパーウェルター級王座
- WBOインターコンチネンタルスーパーウェルター級王座
- IBFインターコンチネンタルスーパーウェルター級王座
- チェコスーパーウェルター級王座
- チェコスーパーウェルター級暫定王座
- WBO世界スーパーウェルター級暫定王座(防衛0)